# Кисень та Аромазія
«Кисень та Аромазія» (швед. Oxygen och Aromasia) — утопічний науково-фантастичний роман шведського письменника Класа Лундіна. Роман «Кисень і Аромазія» вийшов 1878 року в Стокгольмі. Цей твір вважають першим науково-фантастичним романом у шведській літературі. Пізніше роман також публікували декілька разів з модернізованим правописом, одне з останніх видань з'явилося 1994 року.